# دوشیزه بین‌الملل
دوشیزه بین‌الملل (به انگلیسی: Miss International) که در برخی محافل به نام دختر شایسته نیز خوانده می‌شود، یک مسابقه بین‌المللی زیبایی سالانه است که از سال ۱۹۶۰ برگزار می‌شود و هدف اصلی آن ترویج صلح جهانی و فرهنگ مدارا و فهم متقابل در فضای بین‌المللی است.
این رویداد اگرچه یک رقابت زیبایی است و به «المپیک زیبایی» و «جشنواره زیبایی» نیز معروف است، اما علاوه بر زیبایی جسمی به معیارهایی همچون لطافت طبع، سخاوتمندی، شکیبایی، هوش، قدرت تصمیم‌گیری و مهم‌تر از همه حساسیت نسبت به امور بین‌المللی نیز توجه می‌شود.
این مسابقات در کنار سه رقابت مشابه دیگر؛ دوشیزه دنیا، دوشیزه زمین و دوشیزه جهان یکی از چهار گرنداسلم زیبایی محسوب می‌شود.
پس از پیروزی انقلاب اسلامی ۱۳۵۷ (۱۹۷۹) در ایران، شرکت دختران ایرانی در این مسابقات ممنوع اعلام گردید و به همین دلیل در حال حاضر هیچ شرکت‌کننده ایرانی با تأیید دولت، یا حکومت ایران، در این مسابقات شرکت نمی‌کند.
دوشیزه بین‌الملل حال هینه تهی تان توی از ویتنام است.

## تاریخچه

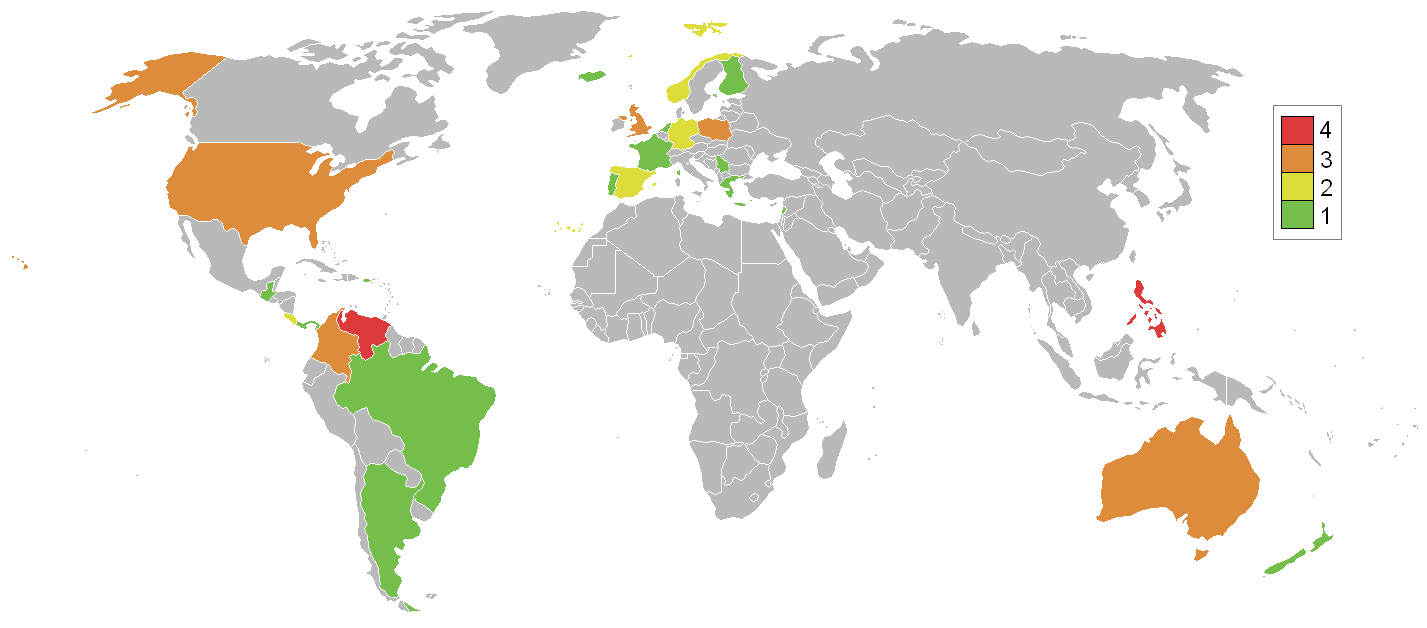
نقشه جهانی تعداد برندگان

نخستین دوره این رویداد به سال ۱۹۶۰ در لانگ بیچ، کالیفرنیا پس از انتقال مسابقات دوشیزه جهان به میامی، برگزار شد.
در ۱۹۶۷ محل برگزاری این مسابقات به ژاپن انتقال یافت و هم‌اکنون نیز این جشنواره زیبایی هر سال در ژاپن برگزار می‌شود.

## برندگان
| ۱۹۶۰ | استلا آرانتا        | کلمبیا     | لانگ بیچ، آمریکا  |            |            |
| ۱۹۶۱ | استنی ون بائر       | هلند       | لانگ بیچ، آمریکا  |            |            |
| ۱۹۶۲ | تانیا ورستاک        | استرالیا   | لانگ بیچ، آمریکا  |            |            |
| ۱۹۶۳ | گوارین بیارنادوتیر  | ایسلند     | لانگ بیچ، آمریکا  |            |            |
| ۱۹۶۴ | جما کروز-آرانتا     | فیلیپین    | لانگ بیچ، آمریکا  |            |            |
| ۱۹۶۵ | اینگرید فینگر       | آلمان      | لانگ بیچ، آمریکا  |            |            |
| ۱۹۶۶ | برگزار نشد          | برگزار نشد | برگزار نشد        | برگزار نشد | برگزار نشد |
| ۱۹۶۷ | میرتا ماسا          | آرژانتین   | لانگ بیچ، آمریکا  |            |            |
| ۱۹۶۸ | ماریا کاروالیو      | برزیل      | توکیو، ژاپن       |            |            |
| ۱۹۶۹ | والری هولمز         | بریتانیا   | توکیو، ژاپن       |            |            |
| ۱۹۷۰ | آرورا پیجوان        | فیلیپین    | اوساکا، ژاپن      |            |            |
| ۱۹۷۱ | جین هنسن            | نیوزیلند   | میامی بیچ، آمریکا |            |            |
| ۱۹۷۲ | لیندا هوکس          | بریتانیا   | توکیو، ژاپن       |            |            |
| ۱۹۷۳ | آنلی بیورکلینگ      | فنلاند     | اوساکا، ژاپن      |            |            |
| ۱۹۷۴ | بروسن اسمیت         | آمریکا     | توکیو، ژاپن       |            |            |
| ۱۹۷۵ | لیدیا مانیچ         | یوگسلاوی   | موتوبو، ژاپن      |            |            |
| ۱۹۷۶ | سوفی پرین           | فرانسه     | توکیو، ژاپن       |            |            |
| ۱۹۷۷ | پیلار مدینه         | اسپانیا    | توکیو، ژاپن       |            |            |
| ۱۹۷۸ | کاترین روت          | آمریکا     | میامی بیچ، آمریکا |            |            |
| ۱۹۷۹ | ملانی مارکز         | فیلیپین    | توکیو، ژاپن       |            |            |
| ۱۹۸۰ | لورنا چاوز          | کاستاریکا  | توکیو، ژاپن       |            |            |
| ۱۹۸۱ | جنی درک             | استرالیا   | کوبه، ژاپن        |            |            |
| ۱۹۸۲ | کریستی کلاریج       | آمریکا     | فوکوئوکا، ژاپن    |            |            |
| ۱۹۸۳ | گیجت سندووال        | کاستاریکا  | اوساکا، ژاپن      |            |            |
| ۱۹۸۴ | ایلما اورروتیا      | گواتمالا   | یوکوهاما، ژاپن    |            |            |
| ۱۹۸۵ | نینا سیسیلیا        | ونزوئلا    | تسوکوبا، ژاپن     |            |            |
| ۱۹۸۶ | هلن فیر برادر       | انگلستان   | ناگاساکی، ژاپن    |            |            |
| ۱۹۸۷ | لوری سیمپسون        | پورتوریکو  | توکیو، ژاپن       |            |            |
| ۱۹۸۸ | کاترین گود          | نروژ       | گیفو، ژاپن        |            |            |
| ۱۹۸۹ | آیریس کلاین         | آلمان      | کانازاوا، ژاپن    |            |            |
| ۱۹۹۰ | سیلویا د استبان     | اسپانیا    | تویوناکا، ژاپن    |            |            |
| ۱۹۹۱ | آگنیسکا کوتلارسکا † | لهستان     | توکیو، ژاپن       |            |            |
| ۱۹۹۲ | کریستن دیویدسن      | استرالیا   | ساسه‌بو، ژاپن      |            |            |
| ۱۹۹۳ | آگنیسکا پاچانکو     | لهستان     | توکیو، ژاپن       |            |            |
| ۱۹۹۴ | کریستینا لککا       | یونان      | ایسه، ژاپن        |            |            |
| ۱۹۹۵ | آن لنا هانسن        | نروژ       | توکیو، ژاپن       |            |            |
| ۱۹۹۶ | فرناندا سیلوا       | پرتغال     | کانازاوا، ژاپن    |            |            |
| ۱۹۹۷ | کونسوئلو ادلر       | ونزوئلا    | کیوتو، ژاپن       |            |            |
| ۱۹۹۸ | لیا بوررو           | پاناما     | توکیو، ژاپن       |            |            |
| ۱۹۹۹ | پائولینا گولوز      | کلمبیا     | توکیو، ژاپن       |            |            |
| ۲۰۰۰ | ویویان اوردانتا     | ونزوئلا    | توکیو، ژاپن       |            |            |
| ۲۰۰۱ | مالگورزاتا روزنیکا  | لهستان     | توکیو، ژاپن       |            |            |
| ۲۰۰۲ | کریستینا صوایا      | لبنان      | توکیو، ژاپن       |            |            |
| ۲۰۰۳ | گوزیر آزیا          | ونزوئلا    | توکیو، ژاپن       |            |            |
| ۲۰۰۴ | جیمی وارگاس         | کلمبیا     | پکن، چین          |            |            |
| ۲۰۰۵ | لارا کیوگامان       | فیلیپین    | توکیو، ژاپن       |            |            |
| ۲۰۰۶ | دانیلا د گیاکومو    | ونزوئلا    | پکن، چین          |            |            |
| ۲۰۰۷ | پریسیلا پرالس       | مکزیک      | توکیو، ژاپن       |            |            |
| ۲۰۰۸ | الخاندرا آندره      | اسپانیا    | ماکائو            |            |            |
| ۲۰۰۹ | آناگابریلا اسپینوزا | مکزیک      | چنگدو، چین        |            |            |
| ۲۰۱۰ | الیزابت مسکوئرا     | ونزوئلا    | چنگدو، چین        |            |            |
| ۲۰۱۱ | فرناندا کورنژو      | اکوادور    | چنگدو، چین        |            |            |
| ۲۰۱۲ | ایکومی یوشیماتسو    | ژاپن       | ناها، ژاپن        |            |            |
| ۲۰۱۳ | بی سانتیاگو         | فیلیپین    | توکیو، ژاپن       |            |            |
| ۲۰۱۴ | والری هرناندز       | پورتوریکو  | توکیو، ژاپن       |            |            |
| ۲۰۱۵ | ادمار مارتینز       | ونزوئلا    | توکیو، ژاپن       |            |            |
| ۲۰۱۶ | کایلی ورزوسا        | فیلیپین    | توکیو، ژاپن       |            |            |
| ۲۰۱۷ | کوین لیلیانا        | اندونزی    | توکیو، ژاپن       |            |            |
| ۲۰۱۸ | مریم ولازکو         | ونزوئلا    | توکیو، ژاپن       |            |            |
| ۲۰۱۹ | سیرترن لیراموات     | تایلند     | توکیو، ژاپن       |            |            |
| ۲۰۲۰ | برگزار نشد          | برگزار نشد | برگزار نشد        | برگزار نشد | برگزار نشد |
| ۲۰۲۱ | برگزار نشد          | برگزار نشد | برگزار نشد        | برگزار نشد | برگزار نشد |
| ۲۰۲۲ | یاسمین سالبرگ       | آلمان      | توکیو، ژاپن       |            |            |
| ۲۰۲۳ | آندره آ روبیو       | ونزوئلا    | توکیو، ژاپن       |            |            |
| ۲۰۲۴ | هینه تهی تان توی    | ویتنام     | توکیو، ژاپن       |            |            |
| ۲۰۲۵ |                     |            | توکیو، ژاپن       |            |            |

## کشور بر اساس تعداد برد
| کشور      | عناوین | سال                                                  |
| --------- | ------ | ---------------------------------------------------- |
| ونزوئلا   | ۹      | ۱۹۸۵, ۱۹۹۷, ۲۰۰۰, ۲۰۰۳, ۲۰۰۶, ۲۰۱۰, ۲۰۱۵, ۲۰۱۸, ۲۰۲۳ |
| فیلیپین   | ۶      | ۱۹۶۴, ۱۹۷۰, ۱۹۷۹, ۲۰۰۵, ۲۰۱۳, ۲۰۱۶                   |
| آلمان     | ۳      | ۱۹۶۵, ۱۹۸۹, ۲۰۲۲                                     |
| اسپانیا   | ۳      | ۱۹۷۷, ۱۹۹۰, ۲۰۰۸                                     |
| کلمبیا    | ۳      | ۱۹۶۰, ۱۹۹۹, ۲۰۰۴                                     |
| لهستان    | ۳      | ۱۹۹۱, ۱۹۹۳, ۲۰۰۱                                     |
| استرالیا  | ۳      | ۱۹۶۲, ۱۹۸۱, ۱۹۹۲                                     |
| آمریکا    | ۳      | ۱۹۷۴, ۱۹۷۸, ۱۹۸۲                                     |
| پورتوریکو | ۲      | ۱۹۸۷, ۲۰۱۴                                           |
| مکزیک     | ۲      | ۲۰۰۷, ۲۰۰۹                                           |
| نروژ      | ۲      | ۱۹۸۸, ۱۹۹۵                                           |
| کاستاریکا | ۲      | ۱۹۸۰, ۱۹۸۳                                           |
| بریتانیا  | ۲      | ۱۹۶۹, ۱۹۷۲                                           |
| ویتنام    | ۱      | ۲۰۲۴                                                 |
| تایلند    | ۱      | ۲۰۱۹                                                 |
| اندونزی   | ۱      | ۲۰۱۷                                                 |
| ژاپن      | ۱      | ۲۰۱۲                                                 |
| اکوادور   | ۱      | ۲۰۱۱                                                 |
| لبنان     | ۱      | ۲۰۰۲                                                 |
| پاناما    | ۱      | ۱۹۹۸                                                 |
| پرتغال    | ۱      | ۱۹۹۶                                                 |
| یونان     | ۱      | ۱۹۹۴                                                 |
| انگلستان  | ۱      | ۱۹۸۶                                                 |
| گواتمالا  | ۱      | ۱۹۸۴                                                 |
| فرانسه    | ۱      | ۱۹۷۶                                                 |
| یوگسلاوی  | ۱      | ۱۹۷۵                                                 |
| فنلاند    | ۱      | ۱۹۷۳                                                 |
| نیوزیلند  | ۱      | ۱۹۷۱                                                 |
| برزیل     | ۱      | ۱۹۶۸                                                 |
| آرژانتین  | ۱      | ۱۹۶۷                                                 |
| ایسلند    | ۱      | ۱۹۶۳                                                 |
| هلند      | ۱      | ۱۹۶۱                                                 |

## نگارخانه

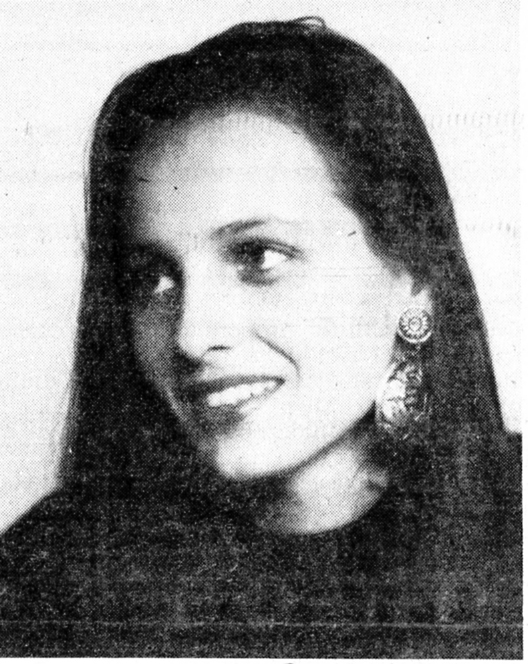
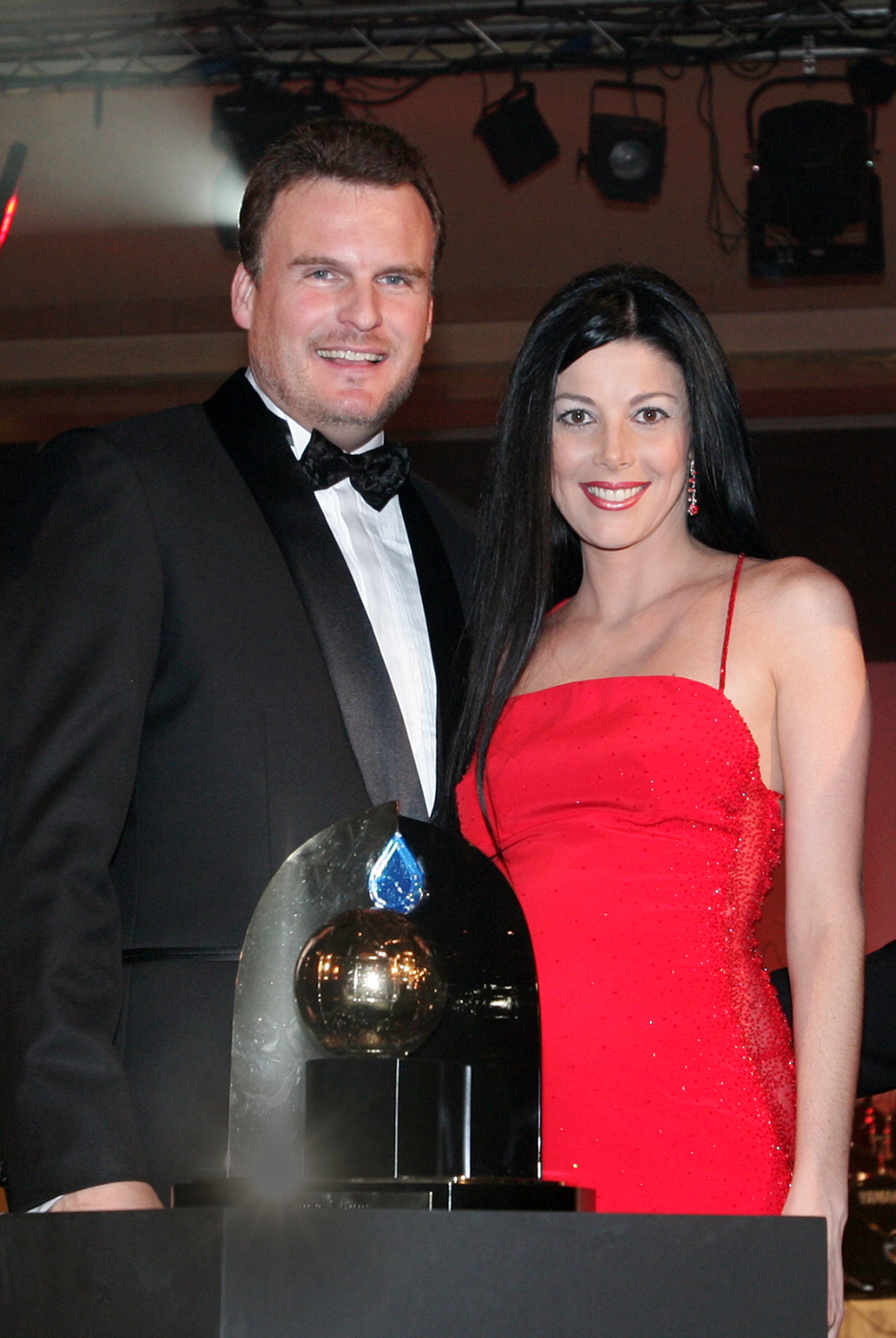
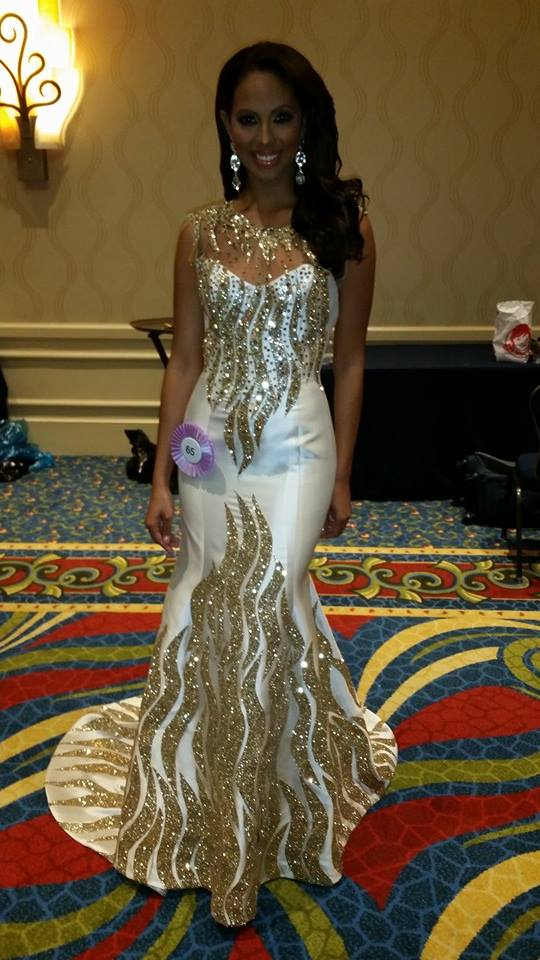
دوشیزه بین‌الملل ۲۰۱۴ والری هرناندز،  پورتوریکو
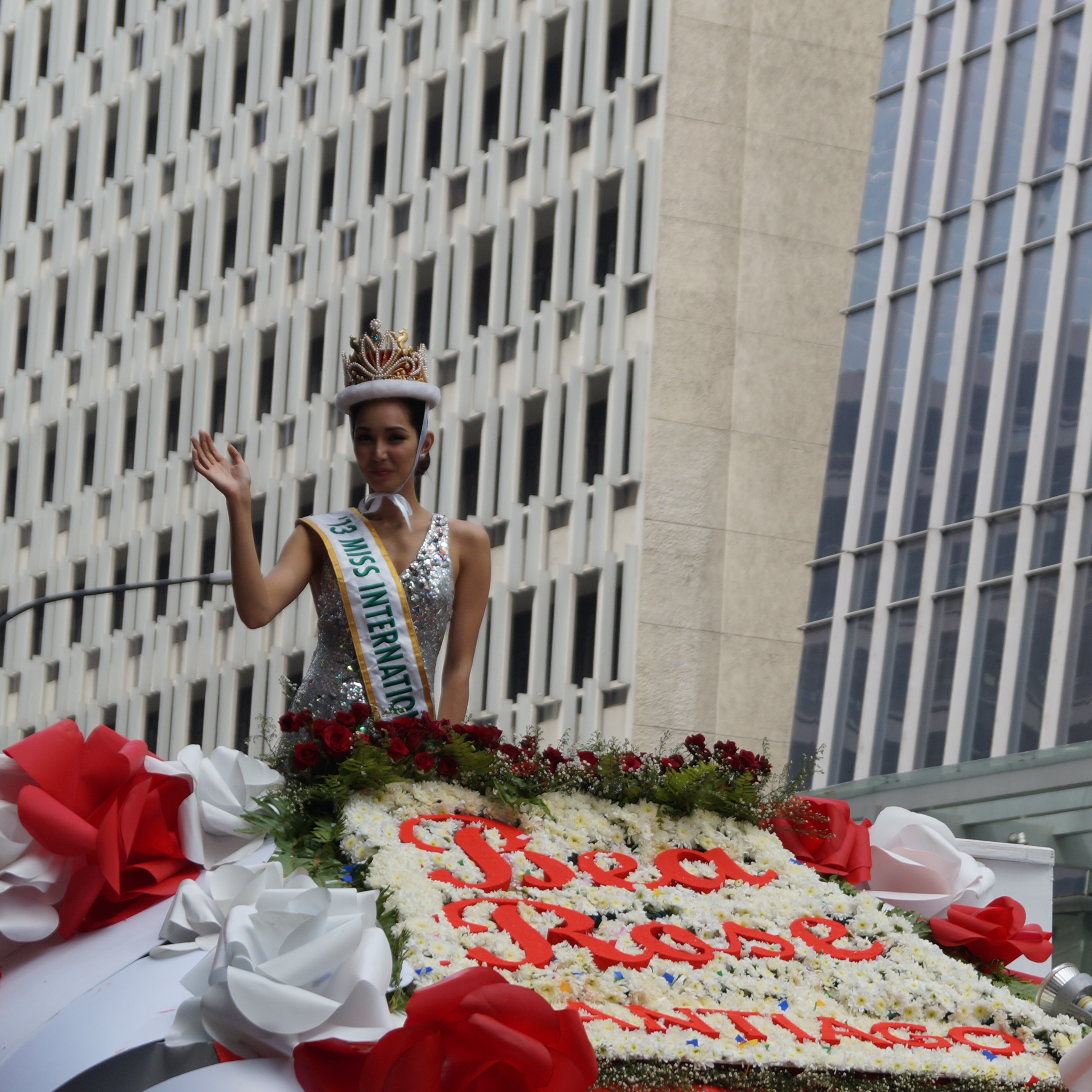
دوشیزه بین‌الملل ۲۰۱۳ بی سانتیاگو،  فیلیپین
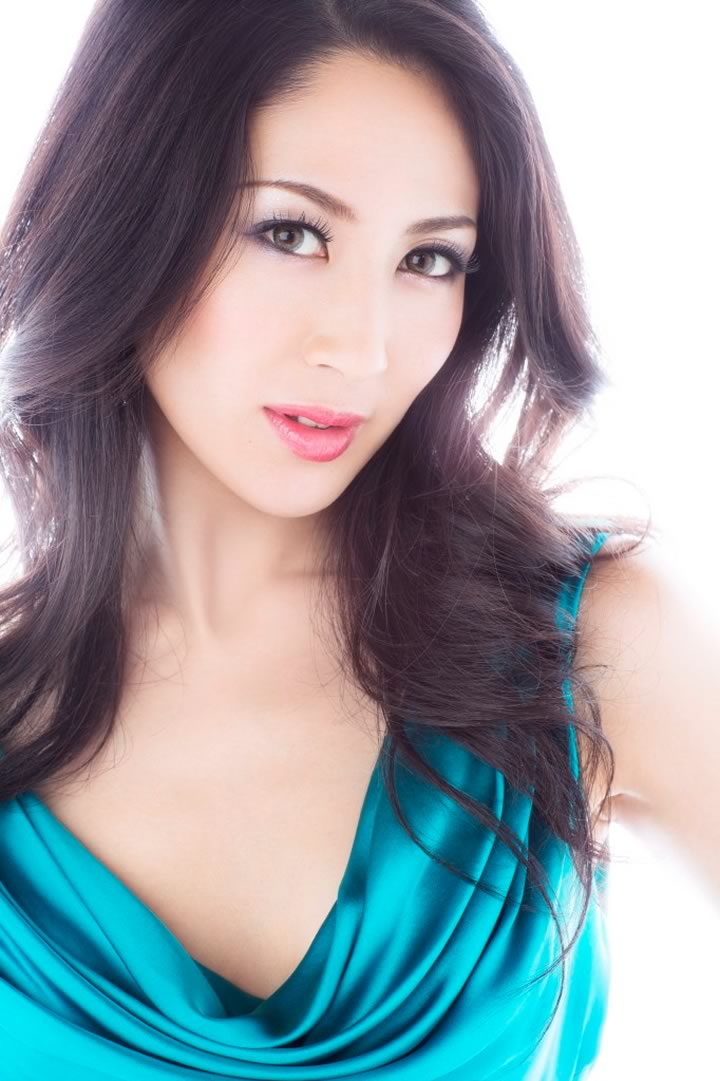
دوشیزه بین‌الملل ۲۰۱۲ ایکو یوشیماتسو،  ژاپن
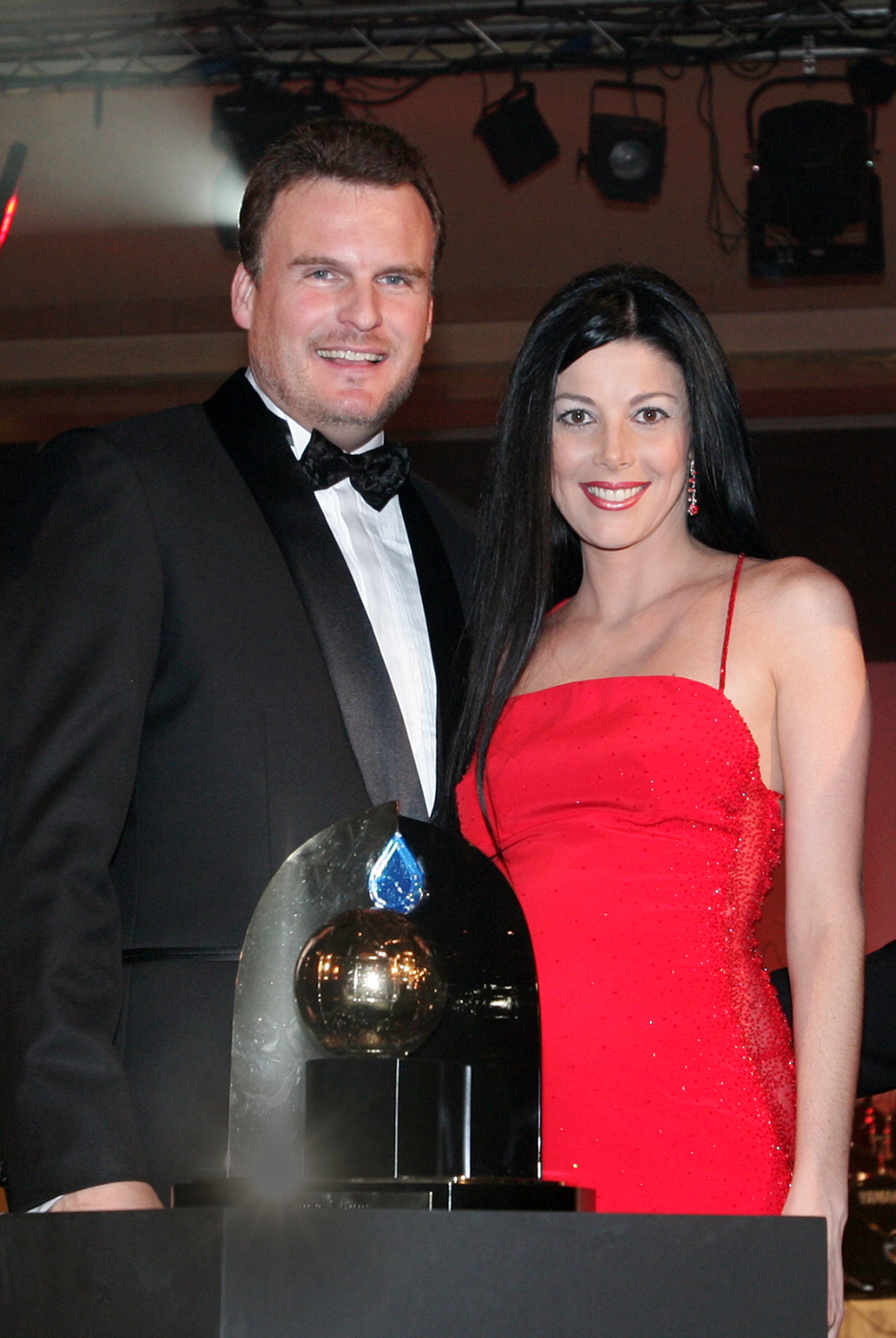
دوشیزه بین‌الملل ۱۹۹۶ فرناندا آلوز،  پرتغال
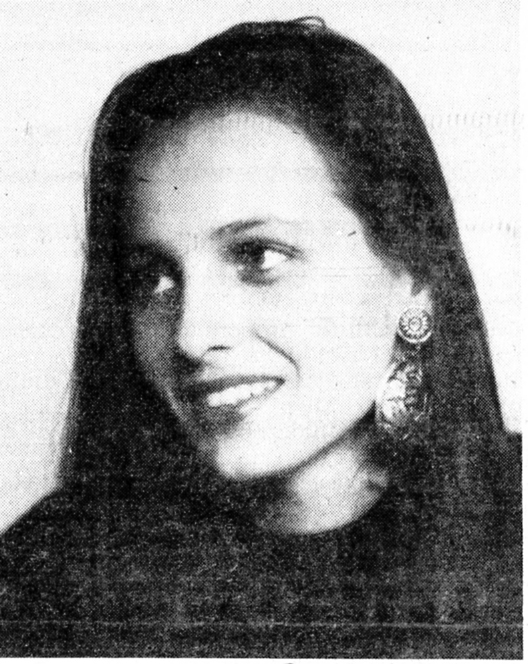
دوشیزه بین‌الملل ۱۹۹۱ آگنیشکا کوتلرسکا،  لهستان
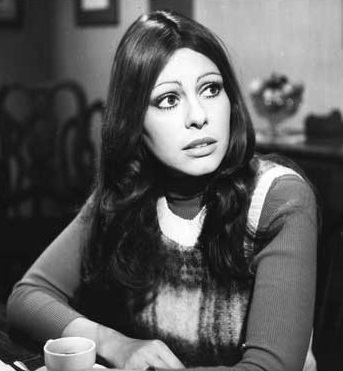
دوشیزه بین‌الملل ۱۹۶۷ میرتا ترسیتا ماسا،  آرژانتین
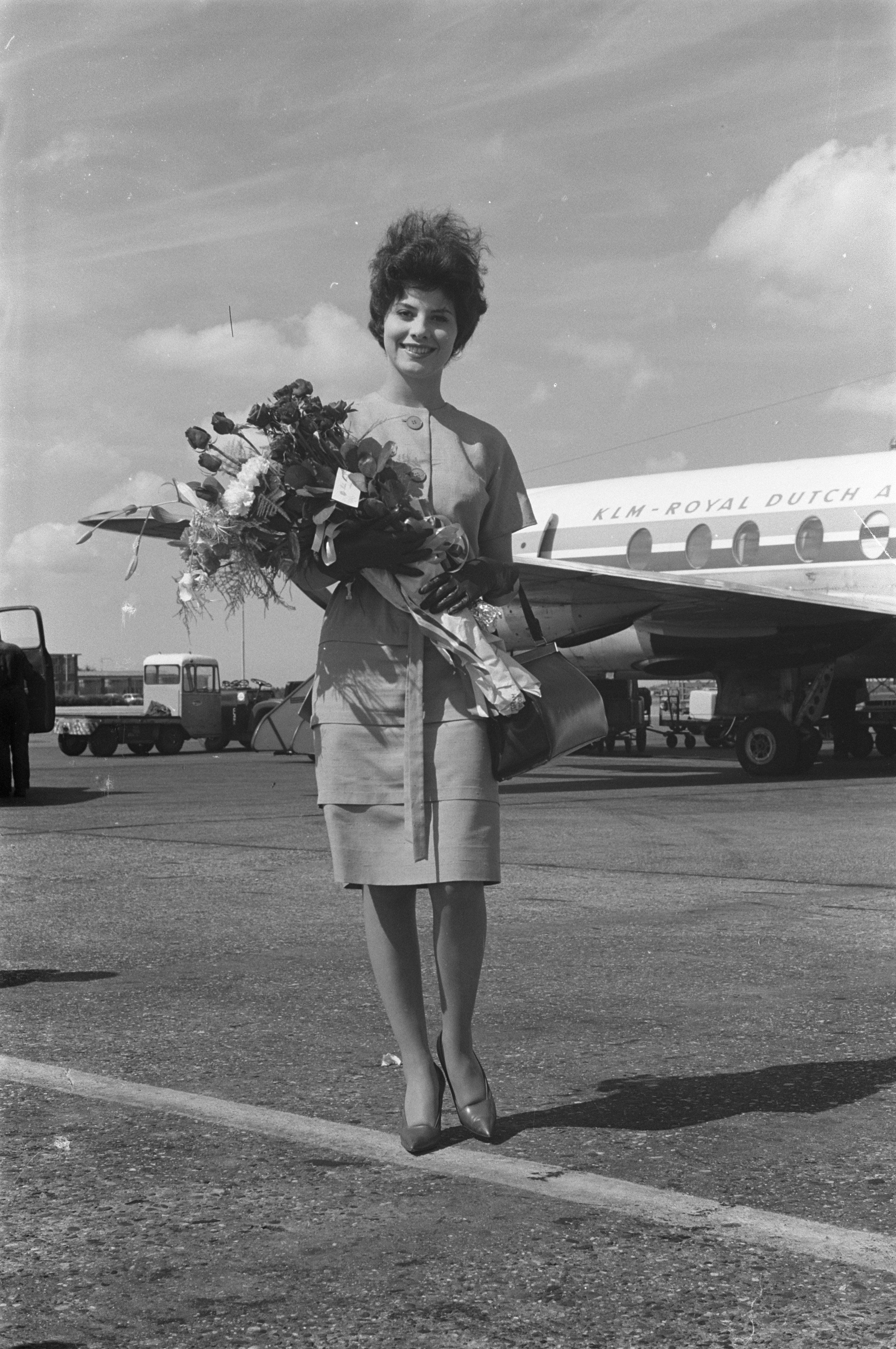
دوشیزه بین‌الملل ۱۹۶۱
Stam van Baer, هلند